# Phryxe signata
Phryxe signata là một loài ruồi trong họ Tachinidae.